# Súfismus

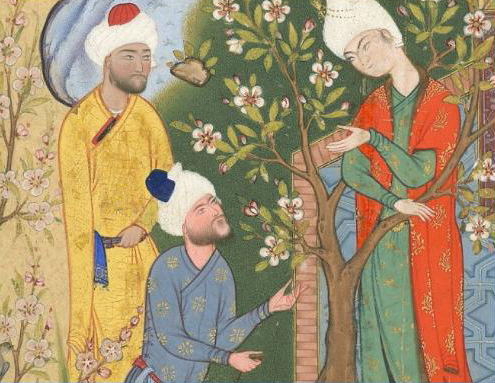
Pokora před Bohem. Ilustrace z díla Haft Awrang (Sedm trůnů) perského básníka Jamiho z 16. století

Súfismus (arabsky: تصوّف; tasawwuf) je mystická forma nebo také duchovní cesta či spiritualita islámu. Rozmanitý pojem zahrnující v sobě etiku, estetiku, vzory chování, působí i na poli hospodářském, politickém či vojenském. Zachází až za hranice běžného chápání mystiky. Na vztahy k Bohu a okolí se odvolává šarí´a, súfismus dává šarí´i duchovní postoj, pomocí něhož věřící vykonávají světské povinnosti. Súfismus je hnutí nejednotné a nekonformní. Cílem následovníků súfismu je pomocí zvláštních praktik přivést věřícího blíže k Bohu či dokonce s Bohem splynout. Existuje velká řada súfijských řádů, které se označují jako taríky, z nichž převážná většina je sunnitských.
Praktikant súfismu je označován jako súfí (arabsky: صُوفِيّ‎), ačkoli někteří stoupenci súfismu používají termínu súfí jen pro ty, kteří dosáhli cíle súfijského učení. Občas se pro súfiho též používá termínu derviš.

## Pojetí súfismu
Pojetí súfismu vychází z Koránu a následného historického vývoje. Súfismus se také někdy vyjadřuje geometrickými prvky. Obvod kruhu představuje náboženské právo (muslimská obec), poloměry poukazují na cestu (taríqa) směřující do středu, jenž tvoří pravda (haqíqa), která je všude a nikde a v metafyzické rovině tvoří taríqu i šarí´u.
Nejstarší zmínky súfismu je možné nalézt v islámské středověké filozofii, falsafě, čerpající také z řeckého novoplatónství a některých esoterických nauk. V průběhu dějin se mísil s křesťanstvím a indickými naukami. Súfismus zobrazuje morální uvolnění a světskost umajjovského dvora v Damašku. První zmínky súfismu pocházejí z Turecka a to hlavně z města Konya, jihoíránské Kúfy a Bagdádu.
Za zakladatele súfijského učení je považován Džaláluddín Balchí Rúmí, který se zapsal do dějin jako jeden ze zakladatelů řádů Tancujících dervišů, také jako mystik a nejvýznamnější perský mystický básník. Svým přínosem obohatil literaturu, umění a filozofii. Ale o rozšiřování súfismu se zasloužil sultán Veled.
V současné době lze najít příznivce súfismu v místech jeho vzniku – např. Egypt, Irák, Persie, Turecko a Indie. Za povšimnutí stojí i rozšíření a rostoucí zájem o súfismus obyvatel Maghribu.
Charakteristický pro súfismus je tanec (samá), od kterého se odvozuje název pro jeho členy – dervišové. Jednotlivci z řádu bratrstva jsou povinni řídit se určitými pravidly meditace, modliteb, rituálu. Jejich řád nastoluje pravidelné zúčastňování setkání svých taríqv.
První mučedník súfismu byl Al-Halládž. Mezi další známé postavy súfismu patří např. Rúmí, Rabia z Basry, Omar Chajjám, Ibn Sina, al-Muhasibi a al-Ghazálí.

## Teologie
Pojem súfismus znamená cestu či stezku, která se dá chápat jako cesta duše k Bohu. Tato cesta zahrnuje různé etapy od doslovné praxe zjeveného zákona k božské realitě a současně obsahuje souhrn rituálů, které jsou potřebné pro osvojení súfijské nauky.
S rozšiřováním islámu dochází k rozkvětu súfismu. Jeho přívrženci se sdružují do bratrstev, neboli oddělených komunit, které jsou založené na dodržování určitých zásad a jsou vedeny mistrem.
Členové bratrstev se uchylovali do klášterů, kde se uchýlili na dobu určenou k osvojení si nauk. Členové řádu mohli uzavírat sňatky. Súfismus byl od počátku naukou o lásce, pokoře, milosrdenství a upřímnosti, tedy vlastnostech proroka islámu.
Ve třetím století islámu vznikala většina súfijských zásad.
Po mystické cestě odříkání a sebeukázněnosti prochází adept víry určitými duchovními etapami (mukámat), přičemž nejprve se stává hledačem, poté poutníkem a svůj duchovní stav završí rolí zasvěcence.

## Súfismus v českých zemích
První poznatky o súfismu (resp. letmé zmínky o jevech s ním souvisejících) se dostaly do českého prostředí již ve středověku a raném novověku, kdy šlo hlavně o kusé záznamy cestovatelů (např. Kryštofa Haranta z Polžic a Bezdružic) o setkáních s derviši, jimiž se tehdy myslely zejména nejextravagantnější, a proto nejviditelnější formy súfismu, jakými byli např. qalandarové či rifáʻíjové, ne náhodou zvaní „řvoucí derviši". O derviších i s nimi souvisejících reáliích islámské lidové zbožnosti (např. svátky či hřbitovy) později vydali svědectví i cestující umělci a vzdělanci, v českém prostředí např.  
Jan Neruda v díle Obrazy z ciziny, zahrnujících mj. kapitolu Dervišové. V 19. století přicházejí na řadu rovněž první „setkání s duchovnem“, zejména prostřednictvím vydání perské poezie. Dějiny českého a slovenského poznávání íránské kultury (kam patří velkou měrou i súfijský odkaz) shrnul Jiří Bečka v monografii Iranica Bohemica et Slovaca. Dále ve spolupráci s Josefem Hiršalem převedl výbor z díla Rúmího Masnaví: Básně vnitřního smyslu.
Seznamování českého prostředí s perskou mystickou poezií probíhalo zprvu přes její německé, francouzské či anglické překlady, až od druhé poloviny 19. století lze v souvislosti s počátky české orientalistiky hovořit o prvních přímých překladech (zásluhou Jaromíra Košuta, jenž společně s Jaroslavem Vrchlickým připravil reprezentativní výbor z tvorby Háfeze ze Šírázu, a Košutova žáka Rudolfa Dvořáka. Profesor Dvořák, jenž se vedle konstituování české íránistiky zasloužil také o rozvoj mj. turkologie a sinologie, překládal verše perských klasiků, ale také přispěl hesly v Ottově slovníku naučném.
Jan Rypka zmiňuje súfismus ve svém díle Dějiny perské a tádžické literatury. Další dílo Bůh a svět v íránské mystice: Památce dobrého Šumsulurafá (1940, po válce zahrnuta jakožto kapitola do knihy Íránský poutník) zpracovává uvedenou osobnost mistra mystického řádu neʼmetoláhíja. Pokračovateli se stali Rypkovi žáci, např. Věra Stivínová-Kubíčková (1918–2009), jež přeložila básně velkých súfijských klasiků.
Mezi popularizační díla patří publikace Luboše Kropáčka Súfismus: Dějiny islámské mystiky. Vyšly i překlady odborných publikací zahraničních autorů. Roku 2024 vychází dílo Josefa Aula Derviš na poušti, popisující zkušenosti z města Buchara (tehdy centra tohoto směru islámu) a také Samarkandu a Taškentu v 0.-20. letech 20. století.

## Klasické schéma etapy cesty
| Tělesná duše | Napomínající duše | Inspirovaná duše | Zklidněná duše           | Uspokojená duše    | Přijatá duše     | Realizovaná duše          |
| ------------ | ----------------- | ---------------- | ------------------------ | ------------------ | ---------------- | ------------------------- |
| Cesta k Bohu | Cesta cestou Boha | Cesta o Bohu     | Cesta s Bohem            | Cesta dovnitř Boha | Cesta od Boha    | Cesta v Bohu              |
| Svět smyslů  | Svět přechodný    | Svět duchů       | Svět reality             | Svět principů      | Svět neviditelna | Svět mnohostí a jednoty   |
| Stav tužeb   | Stav lásky        | Stav vášně       | Stav jednoty             | Stav přechodu      | Stav okouzlení   | Stav trvání v Bohu        |
| Sídlo: prsa  | Sídlo: srdce      | Sídlo: mysl      | Sídlo: tajemství (srdce) | Sídlo: tajemství   | Sídlo: hloubky   | Sídlo: podstata tajemství |

Cílem je snaha přiblížit se k Bohu, Bůh pak promlouvá ústy zasvěcence. Existuje tolik individuálních cest k Bohu, kolik je hledajících Boha. Proto by se Korán měl číst tak, jako by nám byl právě v danou chvíli sdělován. Konečným nejvyšším stádiem je poznání a následné rozprostření se v Bohu. Podle súfijské literatury lze dosáhnout cílené jednoty pomocí prostředníka mezi žákem a Bohem. Proto na cestě k Bohu není sám, je veden svým duchovním vůdcem, kterého si sám vybral, a jemuž je zcela oddán.
Teologie v súfismu zahrnuje šarí´a (zákon) jehož dodržování je formálně předepsáno, taríqa (cesta) a haqíqa (nejvyšší jsoucno). Těmto 3 náboženským základům odpovídají kořen, větev a plod duchovní cesty z nichž vycházejí 4 sféry bytí.

### Sféry bytí
- ´álam an-násút: svět lidí – vnímaný smysly
- ´álam al-mala kút: svět moci – neviditelný, duchovní, andělský svět, vnímaný intuicí a duchovními schopnostmi
- ´álam al-džabarút: svět síly – nebeský svět, svět božích jmen a přívlastků
- ´álam al-lahút: svět božství, jenž není vnímán, protože to, co je fenomenální, je pohlceno v jednotě

### Súfijská cesta a sféry
- Nasút: běžný lidský stav, kdo se podřizuje šarí´i
- Malakút: andělský stav, kterého se snažíme dosáhnout cestou očišťování
- Džabarút: stav síly, jenž se snažíme dosáhnout cestou osvícení

Toto úplné vzájemné oddání nemůže být nikdy přetrhnuto, protože se jedná o nejvyšší vzájemný duchovní svazek uzavřený v nebi. Duchovní učitel doprovází svého žáka na cestě při odevzdání se duchovnímu vlivu a poznání božské aspirace (baraka). Adept se nazývá vůdcovým synem. Ostatní adepty nazývá svými bratry, a miluje je jako svého učitele.

## Praxe

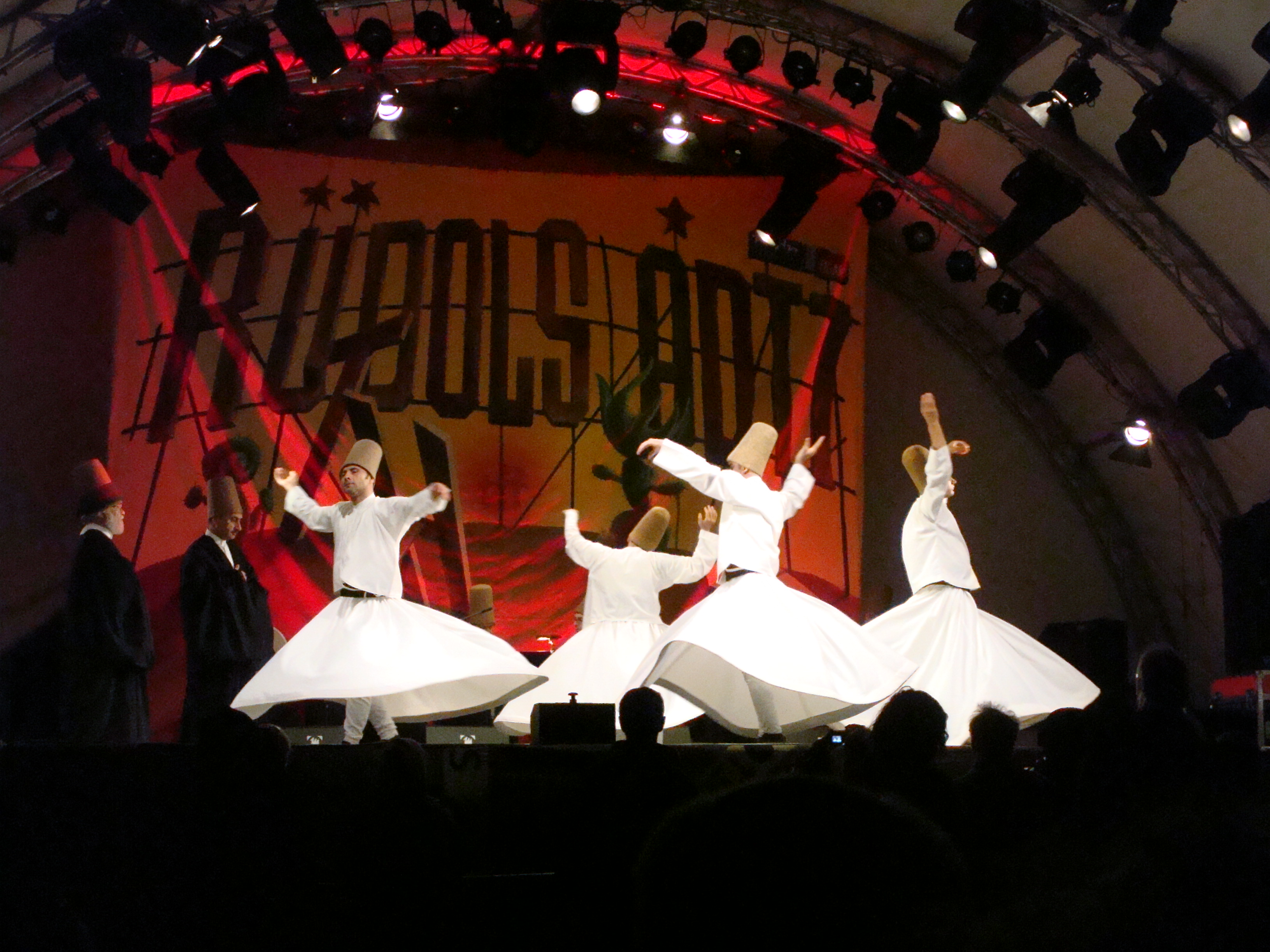
Tančící dervišové

Súfismus jako směr, který se formoval na základě mnohých dějinných události do dnešní doby přetrval v určité specifické podobě. Jedná se o variaci vyjádření základní lidské touhy po duchovním rozvoji. I v dnešní době lze pozorovat napjaté vztahy mezi jednotlivými súfijskými řády.
Ortodoxie vytýká súfismu, že nedodržuje šarí´u. Další sporným bodem je otázka: Kdo je nejvyšší autoritou islámu? Konfrontace se postupně rozšířily na věrouky a způsoby provádění obřadů. Došlo k zákazům projevu náklonnosti a úcty vůči učitelům.
Praxe vychází z Koránu. Příslušníci súfismu se modlí pětkrát denně, podobně jako muslimové (z nichž ostatně vycházejí nebo se s nimi současně identifikují, s větví šíitskou, sunnitskou či v centrální Africe bezkonfesní muslimové), přispívají na charitu apod. Mezi vnější súfijskou tradici patří nošení šátků, zakládání nových modliteben a mešit. Vnitřní súfijská tradice se projevuje pak čtením posvátných textů a poezie. Určitého pocitu extáze dosahují pomocí hudby. Mezi praktické cvičení žáků patří modlení se, vzývání Alláha, citování veršů z Koránu. K těmto činnostem dochází mezi jednotlivci i v kolektivu.
Wird je zvláštní řádová modlitba, specifická pro konkrétní řád (taríqu) a je předávána jako tajemství duchovním mistrem (wazifem) konkrétního řádu novému murídovi, učedníkovi. Ma´arifa je pak pojem pro mystické učení. Nejúčinnějším lékem na hříšnou nemoc ghaflah (zapomínání na Boha, bezstarostnost) je dhikr (připamatování, opakovaná až rituální činnost pro přivlastnění určitých prvků víry či rituální praxe)
prováděný formou tohoto wirdu. Cílem súfismu je probudit qalb (srdce, nejniternější střed člověka) z ghaflahu (duchovní nedbalosti či zapomínání na víru a připoutat ho k všemohoucímu Bohu, a tak dosáhnout věčného míru. Hlavním a nejjednodušším způsobem, jak toho dosáhnout, je zaměstnávat qalb neustálým dhikrem. To pomáhá postupnému opouštění sobeckého ega – džihád al-nafs (boj proti sobeckému egu) – a sjednocování se s Bohem. Pokročilí mystikové dosahují stavu fana, anihilace svého ega, kdy se mysl súfího rozpustí v uvědomění, že Bůh je jediná realita a dojde k vrcholně mystickému splynutí.
V severní Africe jsou súfijští mystikové dervišové nahlíženi podobně jako marabuti, kteří inklinují k mystickým liniím islámu nebo islám propojují s tradičními africkými náboženstvími. V Súdánu stále působí afričtí dervišové, kteří se dostávají do extatického vytržení a mystického sjednocování s Bohem pomocí tance a bubnování za zvuku zpívaných modliteb. Také tito černí dervišové – v Súdánu často s jizvovým tetováním v obličeji, které označuje klanovou příslušnost – mají blízko k tradičním lokálním náboženstvím a jejich islám je silně ovlivněn súfismem. V Súdánu je každý rok pořádán velký festival dervišů, kde je možné pozorovat stovky černých dervišů při extatických tancích a zpívaných modlitbách.